# Оберзехерінг
Оберзехерінг (нім. Obersöchering) — громада в Німеччині, розташована в землі Баварія. Підпорядковується адміністративному округу Верхня Баварія. Входить до складу району Вайльгайм-Шонгау. Складова частина об'єднання громад Габах.
Площа — 24,27 км2. Населення становить 1562 ос. (станом на 31 грудня 2020).